# Coelogyne lawrenceana
Coelogyne lawrenceana är en orkidéart som beskrevs av Robert Allen Rolfe.
Coelogyne lawrenceana ingår i släktet Coelogyne och familjen orkidéer. Inga underarter finns listade i Catalogue of Life.

## Bildgalleri

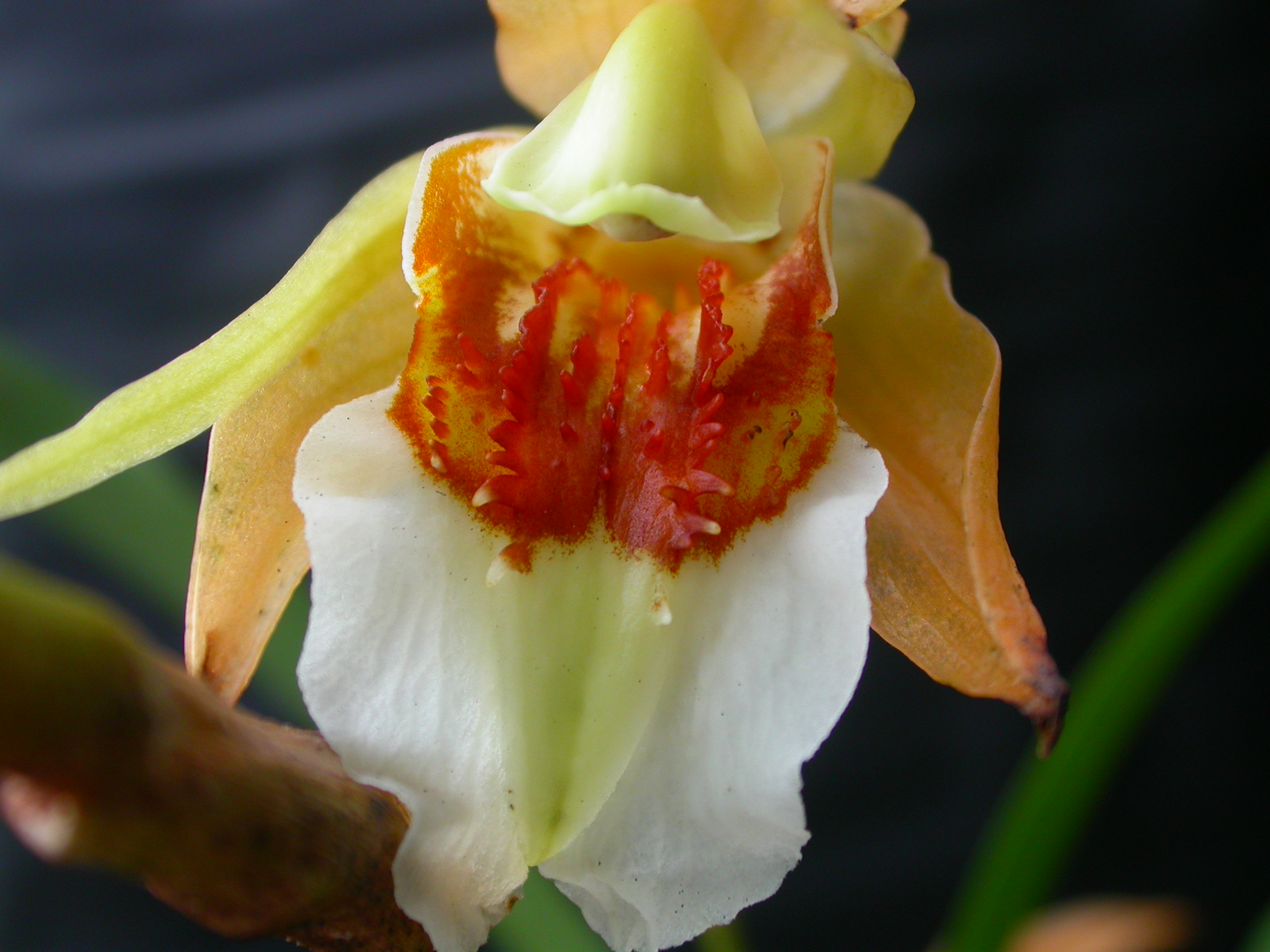
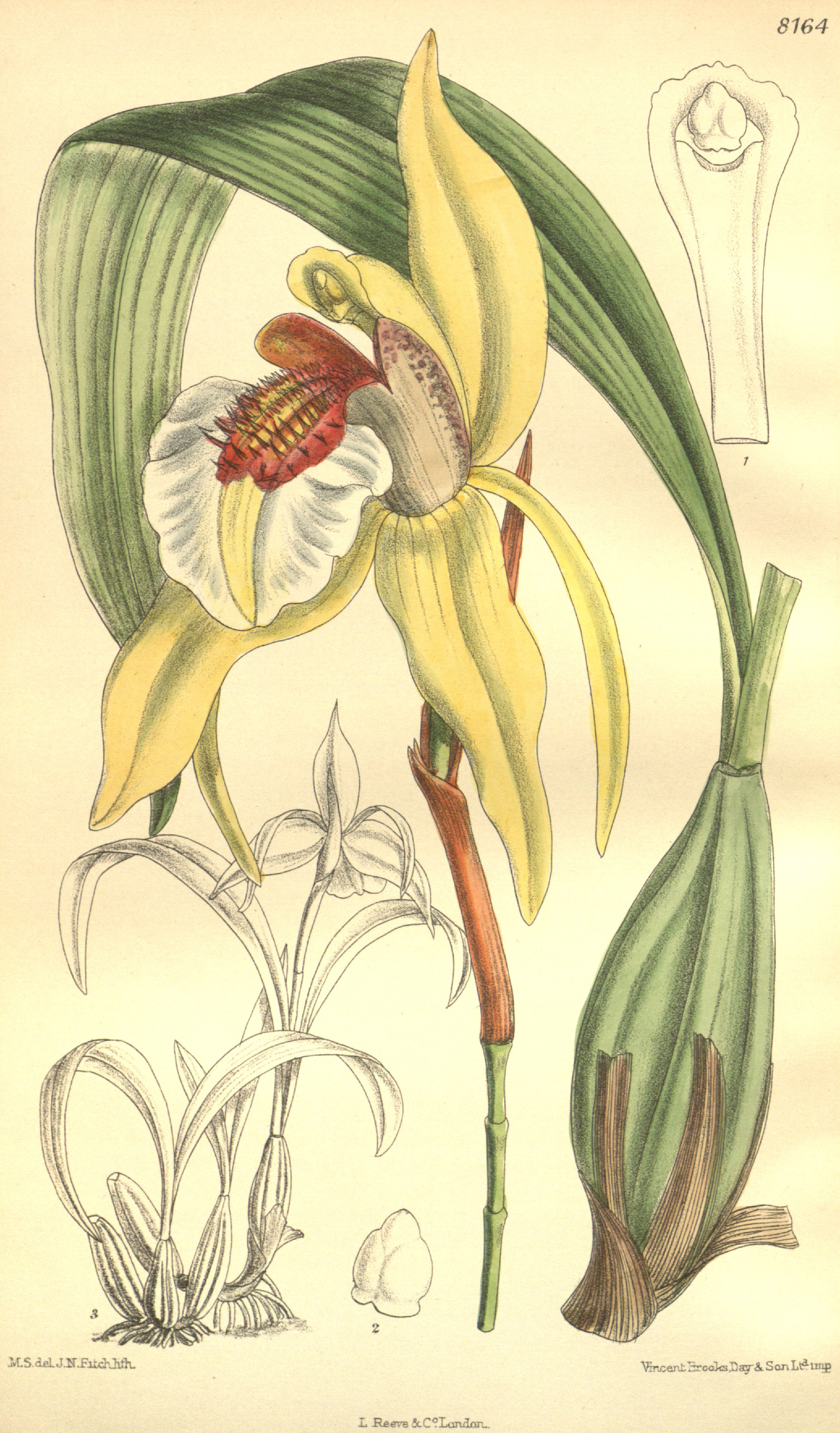